# Далтон (Міссурі)
Далтон (англ. Dalton) — селище (англ. village) в США, в окрузі Черітон штату Міссурі. Населення — 7 осіб (2020).

## Географія
Далтон розташований за координатами 39°23′51″ пн. ш. 92°59′31″ зх. д. / 39.39750° пн. ш. 92.99194° зх. д. (39.397606, -92.992063).  За даними Бюро перепису населення США в 2010 році селище мало площу 0,47 км², уся площа — суходіл.

## Демографія
Згідно з переписом 2010 року, у місті мешкало 17 осіб у 9 домогосподарствах у складі 6 родин. Густота населення становила 36 осіб/км².  Було 18 помешкань (38/км²).
Расовий склад населення:
| - 70,6 % — білих - 29,4 % — чорних або афроамериканців |

До двох чи більше рас належало 0,0 %. Частка іспаномовних становила 0,0 % від усіх жителів.
За віковим діапазоном населення розподілялося таким чином: 11,8 % — особи молодші 18 років, 52,9 % — особи у віці 18—64 років, 35,3 % — особи у віці 65 років та старші. Медіана віку мешканця становила 63,2 року. На 100 осіб жіночої статі у місті припадало 142,9 чоловіків;  на 100 жінок у віці від 18 років та старших — 114,3 чоловіків також старших 18 років.
Цивільне працевлаштоване населення становило 3 особи. Основні галузі зайнятості: освіта, охорона здоров'я та соціальна допомога — 100,0 %.